# Amoxoaque
Les Amoxoaque « ceux qui ont livre » en Nahuatl, dans la mythologie aztèque, sont des divinités subalternes, génies protecteurs des arbres et des fleurs. Ils sont membres d'un large groupe d'esprits de la Nature de sexe masculin.